# Phare de Skodsbøl
Le phare de Skodsbøl (en danois : Skodsbøl Fyr, en allemand : Leuchtturm Schottsbüll est un petit phare au Danemark. Il est situé entre Rendbjerg et le village de Broager, du côté danois du fjord de Flensbourg.

## Contexte
Le phare a été construit en 1896 au sud du petit village de Schottsbüll (en danois : Skodsbøl) . À cette époque, après la guerre germano-danoise, la région appartenait encore à l’Empire allemand. À la fin du XIXe siècle, de plus en plus d’unités navales ont été transférées dans la ville de Flensbourg, dans le fjord. Le fjord a été utilisé en particulier pour des exercices de torpilleurs, de sorte qu’au début du XXe siècle, une station de torpilles a finalement été établie à Flensbourg-Mürwik. En 1905, il a été décidé de déplacer les unités navales allemandes de Kiel vers Flensbourg et Sønderborg. C’est au cours de la même période que la majorité des phares ont été construits sur le fjord de Flensbourg. Voilà pourquoi on suppose que ce déplacement aurait pu jouer un rôle dans la construction des phares,,.
Le phare a été construit à l’identique du phare de Lågemade et du phare de Rinkenæs,. Sur la porte du phare, il y a une plaque avec l’inscription peinte « Maschinen-Fabrik N. Jepsen Sohn Flensburg ». Cette usine était située au Margarethenhof à Flensbourg.
Après les plébiscites du Schleswig en 1920, le phare a été remis à l’administration danoise. En 1976, le phare a été modernisé. L’ancien système d’éclairage a été démonté et deux lanternes électriques ont été installées, dont l’une sert de réserve,Le phare se dresse au milieu d’un champ. Le phare se trouve plus au nord, à 54° 54′ 06″ N, 9° 38′ 54″ E,,. Le phare n’est pas seulement visible du côté de l’eau. L’autoroute 401 au nord offre une vue sur le phare. Le Gendarmstien longe le phare.